# اتنا کاربری
اتنا کاربری (انگلیسی: Ethna Carbery؛ ‏ ۳ دسامبر ۱۸۶۴ – ۲ آوریل ۱۹۰۲) با نام اصلی آنا بلا جانسون (انگلیسی: Anna Bella Johnston) روزنامه‌نگار، شاعر، ترانه‌سرا و نویسنده اهل ایرلند بود.
از فیلم‌های او می‌توان به میان آتش و عشق اشاره کرد.